# Mihael Bertalanitš
Mihael Bertalanitš (madžarsko Bertalanits Mihály) slovenski kantor-učitelj in pesnik v Slovenski okroglini (Prekmurje), na Ogrskem. * Gerečavci, 8. november, 1788; † Pečarovci, 8. januar, 1853.
Rodil se je pri Svetem Juriju Jurju Bertalaniču in Katarini. Po matični knjigi se je rodil v Gerečavcih (danes zaselek v Svetem Juriju, občina Rogašovci).  Leta 1806 je delal v Beltincih, kjer je bil pomožni učitelj. Od leta 1808 je učiteljeval na Gornjem Seniku, v Porabju. Njegov pomočnik je bil Franc Marič, sin števanovskega učitelja, Jurja Maritša, kateri se je tudi rodil v Gerečavcih.
Na Gornjem Seniku je spoznal Ružičevo kantorsko knjigo, ki jo je prepisal in preuredil. Župnik Matjaž Borovnjak (rojen v Mlajtinciih) ga je povabil v Pečarovce, ter tam uporabljal knjigo v cerkvi.

Bertalanitš je učil še vaneške, dankovske, dolinske, ter mačkovske in druge otroke. Umrl je zaradi pljučne bolezni.